# Chattina rikae
Chattina rikae is een tweekleppigensoort uit de familie van de Crassatellidae. De wetenschappelijke naam van de soort is voor het eerst geldig gepubliceerd in 2003 door Lamprell.